# Лысенко, Виктория Георгиевна
Викто́рия Гео́ргиевна Лысе́нко (род. 22 марта 1953, Пржевальск) — советский и российский философ

, индолог и буддолог, специалист по индийской и ранней буддийской философии. Доктор философских наук, профессор. Одна из авторов «Большой Российской энциклопедии».
Заместитель председателя Экспертного совета ВАК РФ по философии, социологии и культурологии (с 2018).

## Биография
В 1976 году окончила философский факультет МГУ имени М. В. Ломоносова.
В 1982 году защитила диссертацию на соискание учёной степени кандидата философских наук по теме «Атомизм школы вайшешика» (специальность 09.00.03 — история философии).
В 1998 году в Институте философии РАН защитила диссертацию на соискание учёной степени доктора философских наук по теме «Дискретное и континуальное в истории индийской мысли: лингвистическая традиция и вайшешика» (специальность 09.00.03 — история философии). Официальные оппоненты — доктор филологических наук Б. А. Захарьин, доктор исторических наук Н. В. Исаева и доктор философских наук М. С. Козлова. Ведущая организация — Институт высших гуманитарных исследований при РГГУ.
Заведующая Сектором восточных философий Института философии РАН.
Профессор РГГУ.

## Научная деятельность
Два основных направления исследований В. Г. Лысенко: философия школы вайшешика, и ранний буддизм, в последнее время занимается индийскими теориями восприятия. Склонна относительно широко трактовать предмет истории индийской философии, не разграничивая его четко в ранний период с религией. Уделяет также внимание сравнительной философии. Переводила работы французских философов Ф. Жульена и М. Юлена.
После 15-летней работы опубликовала перевод трактата индийского философа школы вайшешика Прашастапады (VI в.). По словам В. Г. Лысенко,
Текст Прашастапады напоминает скорее телеграфное сообщение или SMS: назывные предложения, бедный синтаксис. И понимать его было так же сложно, как SMS, адресованное не вам… Я для себя сформулировала это так: мое собственное занудство откликнулось на занудство вайшешики и, о чудо, с этого момента она перестала быть скучной и перевод превратился для меня в увлекательнейшее занятие.
В предисловии (страницы 5-6) она пишет:
Встреча с трудными, „невнятными“ местами текста — это герменевтическое „событие“, требующее своего осмысления. Необходимо научиться распознавать ситуацию культурного непонимания, вызванного „нестыковкой“ разных систем представлений — древнеиндийской и той, что разделяет исследователь (условно: современной европейской), и отличать её от понимания несообразности в рассуждениях исследуемого автора с точки зрения логики его собственной системы (в случае вайшешики это особенно актуально, ведь она является системой, организованной по определенным правилам, ясно сформулированным в текстах.

## Отзывы
Доктор философских наук, профессор ЮНЕСКО Е. П. Островская, подробно рассмотрев монографию Лысенко «Непосредственное и опосредованное восприятие: спор между буддийскими и брахманистскими философами» (2012), сделала вывод, что та «оставляет впечатление яркой и сильной работы, созданной на стыке классической индианистики и историко-философской науки опытной рукой мастера» и является «превосходной книгой».
В 2009 году философ и востоковед М. Т. Степанянц в предисловии к «Индийская философия: Энциклопедия» отметила, что при подготовке данного издания В. К. Шохиным и В. Г. Лысенко была оказана «неоценимая научно-консультационная помощь».
Доктор философских наук, профессор Л. Е. Янгутов высказывает следующее мнение: «Из современных работ, которые могли бы послужить в качестве добротного учебного пособия по буддизму, хотелось бы отметить монографию В. Г. Лысенко „Ранняя буддийская философия“, всесторонне, грамотно и корректно излагающую основы философии раннего буддизма».

## Награды
В конкурсе на лучшую книгу Института философии РАН за 2004—2005 год книга «Прашастапада. Собрание характеристик категорий» в переводе и с комментариями В. Г. Лысенко стала победителем в номинации «Издание классики».
В конкурсе на лучшую книгу Института философии РАН за 2011—2013 год книга «Непосредственное и опосредованное восприятие: спор между буддийскими и брахманистскими философами (медленное чтение текстов)» В. Г. Лысенко заняла 1 место в номинации «Индивидуальные монографии».

## Основные работы

### Монографии
- Лысенко В. Г. «Философия природы» в Индии: атомизм школы вайшешика. М.,Наука (ГРВЛ). 1986. 199 с.
- Лысенко В. Г. Ранняя буддийская философия. Терентьев А. А., Шохин В. К. Философия джайнизма. (ИВФ). М., ВЛ. 1994. 384 с 4 т.э.
  - 2-е изд. Лысенко В. Г. Опыт введения в буддизм: ранняя буддийская философия. М., Наука. 1994.
  - 3-е изд. Лысенко В. Г. Ранний буддизм: религия и философия. Учебное пособие. М., ИФ РАН. 2003. 246 с (с подробным историографическим очерком)
- Лысенко В. Г. Дискретное и континуальное в истории индийской мысли: лингвистическая традиция и вайшешика. АД … д.филос.н.: 09.00.03. М., 1998.
- Лысенко В. Г. Универсум вайшешики: (По «Собранию характеристик категорий» Прашастапады). (ИВФ). М., ВЛ. 2003. 488 с 1 т.э.
- Лысенко В. Г. Ранний буддизм: религия и философия. Учебное пособие. — М.: ИФ РАН, 2003. — 246 с. — ISBN 5-201-02123-9.
- Индийская философия. Энциклопедия (в соавт. с Шохиным В. К., Степанянц М. Т., Железновой Н. А., Канаевой Н. А.). М.: издательская фирма «Восточная литература», 2008, 960 с.
- Лысенко В. Г. Непосредственное и опосредованное восприятие: спор между буддийскими и брахманистскими философами (медленное чтение текстов) / Рос. акад. наук, Ин-т философии. — М.: ИФРАН, 2011. — 233 с.
- Лысенко В. Г., Канаева Н. А. Буддийские философы об инструментах достоверного познания. М.: ИФ РАН, 2014.

### Статьи
на русском языке
- Атомизм вайшешики и атомизм Демокрита. // Древняя Индия: историко-культурные связи. М.: «Восточная литература», 1981.
- Восток и Запад: встреча культур. Обзор 4-х выпусков литературного альманаха: "Восток и Запад: исследования, переводы, публикации. // Народы Азии и Африки, 1990, 30 стр. (статья была переведена на англ. язык как лучший обзор года на страницах журнала Народы Азии и Африки за 1990 г. и опубликована в журнале Social Studies, Moscow, N 1, 1991).
- Компаративная философия в Советском Союзе. // Вопросы философии, N 9, 1992.
- Огонь: разрушение и созидание. От ведийского мифа и ритуала к атомистической теории вайшешики. //Историко-философский ежегодник 97. М.: «Наука», 1999.
- Категории вайшешики и лингвистическая традиция Индии. // Историко-философский ежегодник ‘98. М., «Наука» 2000.
- Философия числа в вайшешике (по материалам «Раздела числа» из «Собрания характеристик категорий» Прашастапады). // Историко-философский ежегодник ‘99, «Наука», 2001.
- Принцип корреспонденции: версия Прашастапады. // Scripta Grigoriana. Сборник в честь 70-летия академика Г. М. Бонгарда-Левина, М., Восточная литература, 2003.
- Уроки устной традиции. Постведийские науки: фонетика и этимология в свете категорий дискретного и континуального. // Историко-философский ежегодник 2001. М., 2003. C. 156—158; 167—189.
- Аскетизм в Индии: его принципы и основные формы. // Религиоведение, 1, 2004.
- Лингвистический монизм Бхартрихари. // Историко-философский ежегодник 03, М.: «Наука», 2004.
- О переводе санскритских философских текстов. // Русская антропологическая школа. Труды 2, М., РГГУ, 2004.
- Трудное дело середины: середина у Аристотеля и Срединный путь Будды. // Сравнительная философия. М.,"Восточная литература", 2004.
- Движение или действие: грамматическая традиция и вайшешика. // Историко-философский ежегодник 2005..: «Наука» 2005.
- Брахман с гроссбухом. // «Новое время», № 34,35, 2006.
- «Вачаспати Мишра о непосредственном и опосредованном восприятии. Фрагмент из „Ньяя-варттика-татпарьятики“ Перевод с санскрита, введение и примечания В. Г. Лысенко». // «Вопросы философии», № 10, 2006.
- «Непосредственное и опосредованное в чувственном познании: Дигнага и Прашастапада». // Вопросы философии, № 5, 2006, с.137-147.
- Вера и знание в раннем буддизме. // «Знание и вера в контексте диалога культур». М., Восточная литература, 2007.
- Щербатской и Розенберг о сравнительном методе. Двойной портрет на фоне эпохи. // Труды Русской Антропологической школы. Вып. 4, т. 2. М.: Издательство РГГУ, 2007, с. 100—139.
- 150 статей по индийской философии (25 п.л.) // Индийская философия. Энциклопедия. М.: Восточная литература, 2008.
- Васубандху о реальности только мысленного представления (репрезентации). Предисловие и перевод с санскрита «Вимшатика-карика-вритти» Васубандху // Вопросы философии, № 1, 2008. С. 109—131.
- Дигнага об объекте как опоре познания. «Аламбана-парикша» («Исследование опоры сознания») и Вритти (комментарий). Предисловие и перевод с санскрита В. Г. Лысенко // «Вопросы философии». № 4. 2008. С. 138—150.
- Индивид или родовое свойство: споры о значении слов (по материалам «Махабхашьи» Патанджали). // Всеволод Сергеевич Семенцов и российская индология. Ин-т философии РАН. М., «Восточная литература» 2008, с. 170—186.
- Индийская сомнология. Основные направления исследования сна. Опыт тематизации. // Русская антропологическая школа. Труды, вып. 5, Издательство РГГУ, 2008. С. 24-32.
- Шабда как звук и смысл: анализ моделей слова в философии вьякараны и мимансы. // Donum Paulum. Studia Poetica et Orientalia. Сборник статей к 80-летию П. А. Гринцера. Издательство «Наука», 2008.
- «Щербатской и Розенберг о сравнительном методе в буддологии» // Вестник РХГА. СПб., Издательство РХГА, 2008. С. 30-40.
- 168 статей для Энциклопедии индийской философии. М.: Восточная литература РАН; Академический Проект; Гаудеамус, 2009. Общий объём статей 25,5 а.л.
- Дигнага о восприятии /Составл., вводная статья, пер. с санскр. и коммент. фрагмента из «Прамана-самуччая-вритти» // «Историко-философский ежегодник' 2008». М.: Наука. 2009. С. 256—282.
- «Метафизика возвращения» и сансара // Труды Русской антропологической школы. Вып. 6, М.: Издательство РГГУ, 2009. С. 54-70.
- «Натурфилософия» тела в Индии: аюрведа, санкхья и вайшешика // Телесность как эпистемологический феномен. М.: Институт философии, 2009. С. 103—123.
- «Ньяя-бинду» Дхармакирти с комментарием Дхармоттары «Тика». Глава 1. Восприятие. Вступительная статья, перевод с санскрита и примечания В. Г. Лысенко // История философии. № 14. М.: ИФ РАН, 2009. С. 170—206.
- Познание чужого как способ самопознания. // Вопросы философии, 2009, 11, с. 61-78. Лысенко В. Г. Чувственное и рациональное познание: Индия и Запад (принципы сравнительного анализа). // Философский журнал. Институт философии РАН, № 2 (5) 2010. C.5-16.
- Как я понимаю индийскую философию? // Философский журнал. № 1 (4). М.: ИФ РАН, 2010.
- «Путешествие из Элисты в Москву». Беседа с В. Г. Лысенко // Хора. Журнал современной зарубежной философии и философской компаративистики. — Курск, 2010. — № 1/2 (11/12). — С. 124—149. — ISSN 2070-805x.
- 137 статей для: Буддийская философия. Энциклопедия М.: Институт философии. Восточная литература, 2011. 20 п.л.
- Дискретное и континуальное во второй канде «Вакьяпадии» Бхартрихари. — Зографский сборник. Выпуск 2 / Отв. ред. Я. В. Васильков. СПб.: МАЭ РАН, 2011. С. 198—210.
- Изучение индийской философии во Франции: между исследованием текстов и полевыми исследованиями [Текст]: случай Мадлен Биардо (1922—2010). // Философские науки. 10, 2011, с.64-74.
- Происхождение атомизма: лингвистическая гипотеза. — Шабдапракаша. Зографский сборник. Выпуск 1/ под редакцией Я. В. Василькова и С. В. Пахомова. СПб.: МАЭ РАН, 2011., с.99-112.
- Тело в раннем буддизме в свете психофизической проблемы. — Психология и психотехника. № 8(35), 2011, с. 29-39.
- Теории восприятия на Западе и в Индии: некоторые типологические параллели. — Вопросы философии, № 3, 2011, с. 122—132.
- Буддийский атомизм в свете современных понятий «эмерджентные свойства» и «квалия». — Наука и буддизм. Материалы научной конференции (Улан-Удэ — Байкал: 6-8 июля 2012 г.), «Ин-т монголоведения, буддологии и тибетологии» РАН -Улан-Удэ: Издательство Бурятского госуниверситета. 2012, с. 47-59.
- Восприятие и телесность в буддизме и в современных когнитивных теориях «отелесненного ума» (embodied mind) // Буддизм Ваджраяны в России. От контактов к взаимодействию. — М. Алмазный путь. 2012. С.86-94. 879 с.
- Ориентализм и проблема Чужого: ксенологический подход // Ориентализм / оксидентализм: языки культур и язык и их описания — Orientalism / Occidentalism: Languages of Cultures vs. Languages of Description/ Отв. ред. Е. Штейнер. М.: «Совпадение», 2012. [На русском и английском] С. 34-42.
- Слово и бытие в учении Бхартрихари о действии (по «Криясамуддуше») // Индия — Тибет: текст и феномены культуры. Рериховские чтения в Институте востоковедения РАН. Институт востоковедения РАН. М.: «Языки славянской культуры». 2012. С.156-173.
- Слог Ом в индийской культуре: от устной традиции к письму // Симболяриум. Труды Русской Антропологической школы. РГГУ М. 2012. С.48-60.
- Буддийский атомизм в свете современных понятий «эмерджентные свойства» и «квалия»" (по «Абхидхармакоша-бхашье» Васубандху) // Сравнительная философия: Философия и наука в культурах Востока и Запада. Вып. 4. М.: Наука — Вост. лит., 2013. С. 149—160 (ISBN 978-5-02-036538-4).
- Путешествие в Индию: вызовы инаковости (недоступная ссылка)// Русская антропологическая школа. Труды. Выпуск 13. М.:Издательство РГГУ, 2013. С.168-183 (ISSN 22239340).
- Буддийская цивилизация. Раздел 3. // Книга учителя «диалог культур». Учебно-методическое пособие и хрестоматия. М.: «Учебно-методический центр по образованию на железнодорожном транспорте», 2014. С. 103—178.
- Генезис учения об атомах как проблема языка и мышления // Вопросы философии. № 6. М., 2014. С. 9-28.
- Европоцентризм как тормоз современных историко-философских исследований // История философии: вызовы XXI века. М.: «КАНОН+» РООИ «Реабилитация», 2014. С. 237—245.
- Сансара : [арх. 17 октября 2022] / Шохин В. К., Лысенко В. Г. // Румыния — Сен-Жан-де-Люз [Электронный ресурс]. — 2015. — С. 369. — (Большая российская энциклопедия : [в 35 т.] / гл. ред. Ю. С. Осипов ; 2004—2017, т. 29). — ISBN 978-5-85270-366-8.
- Атомистический подход в школах буддийской абхидхармы: дхармы и атомы // Вопросы философии. 2016. № 8.

на других языках
- «Сomparative Philosophy in the Soviet Union». // Philosophy East and West. A Quarterly of Comparative Philosophy, vol. 42, Number 2, Honolulu, 1992.
- The Human Body Composition in Statics and Dynamics: Аyurveda and the Philosophical schools of Vaisheshika and Samkhya. // Journal of Indian Philosophy, Dordrecht, vol. 36, N 1, 2004.
- «La dure quete du Milieu. La „mediete“ (mesotes) aristotelicienne et la „voie moyenne“ (majjhima patipada) du Bouddha». // Philosophie compare : Grece, Inde, Chine. P. : Vrin. 2005.
- Le principe de correspondence : la version de Prashastapada. // Categories de langue et categories de pensee en Inde et en Occident. P. :2005 L’Harmattan, p. 79-90.
- Shankara, critique du Vaisheshika. Une lecture de Brahmasutrabhashya (II, 2, 11-17). // Asiatische Studien/ Etudes Asiatique, Lousanne, LIX, 2, 2005.
- La philosophie bouddhique en Russie: breve histoire de l’approche et des methodes d’etude de la fin de XIX siecle aux annees 1940. // Slavica Occitania, Numero 21. Presence du bouddhisme en Russie, Toulouse, 2006, pp. 89–114.
- Atomistic Formulations in Indian Thought. // Victoria Lysenko, Michel Hulin. Classical Indian Philosophy Reintepreted. Decent Books, New Delhi, 2007, p. 9-26.
- Classical Indian Philosophy in the Perspective of Cultural Studies: Sketching a New Approach. // Victoria Lysenko, Michel Hulin. Classical Indian Philosophy Reintepreted. Decent Books, New Delhi, 2007, p. 139—150.
- Origin of the Idea of Universals: Vaisheshika or Vyakarana. // Victoria Lysenko, Michel Hulin. Classical Indian Philosophy Reintepreted. Decent Books, New Delhi, 2007, p. 27-46.
- What is Immediate perception? The Buddhist Answer. // IIAS Newsletter, N 44, 2007, p. 20-21.
- Between Materialism and Immaterialism: Atomism in India and Greece. — Materialism and Immaterialism in India and Europe. Ed. Partha Ghose. PHISPC 12(5), Centre for Studies in Civilizations, Delhi, 2010, p. 253—268.
- Buddhist Motives in Some Doctrines of Prashastapada. — Vacaspativaibhavam. A Volume in Felicitation of Professor Vacaspati Upadhyaya. D.K.Printworld, Delhi etc. 2011, P.1223-1233.
- Actuality and Potentiality in Dignaga’s Understanding of Immediate Perception (nirvikalpaka pratyaksha) according to his Pramanasamuccaya and Alambanapariksha. // Acta Orientalia. Through the looking-glass of the Buddha-mind: Strategies of cognition in Indo-Tibetan Buddhism. Vol.11, Issue 1, 2012, p. 85-92.
- Buddhism as interactive message. — Socialinių mokslų studijos/Societal Studies.Mykolo Romerio universitetas. 2012. 4(3). С. 3-13.
- Is there a mind-body problem in Buddhism? — Buddhism in Kashmir. Sharma, Nirmala (ed.), foreword by Karan Singh. New Delhi: Aditya Prakashan. 2012. С. 62-68.
- Le «determinisme linguistique» de Benviniste et le cas du Vaisheshika. — Indologica. Orientalia et Classica. Сборник статей памяти Т. Я. Елизаренковой. Книга 2. М.: Институт восточных культур и античности, РГГУ. 2012. С. 381—396.
- What is Philosophy in India: overcoming the eurocentric stereotypes // Socialinių mokslų studijos/Societal Studies.Mykolo Romerio universitetas. 2012, 4(2). С. 801—809.
- Buddhist Atomism in the Light of Modern Concepts of «Emergent Property» and «Qualia» // Philosophy and science in Cultures of East and West. Russian philosophical studies, XIII / Ed. Marietta T. Stepanyants. Washington: The Council for Research of Values and Philosophy, 2014. P. 131—143.
- Theodor Stcherbatsky and His Followers on Translation of Sanskrit Philosophical texts // Sanskrit and Development of World Thought. Ed. By Vempaty Kutumba Sastry. Delhi etc. Printworld, 2014. P. 104—117.

## Переводы
- Жульен Ф. Путь к цели: в обход или напрямик. Стратегия смысла в Китае и Греции. / Пер. с фр. В. Г. Лысенко. М., Моск.филос.фонд. 2001.
- Жульен Ф. О времени. Философия жить. / Пред. и пер. с фр. В. Г. Лысенко. М., Прогресс-Традиция. 2005.
- Маламуд Ш. Испечь мир. Ритуал и мысль в древней Индии. / Пер. с фр. В. Г. Лысенко. (Серия «Исследования по фольклору и мифологии Востока»). М., ВЛ. 2005. 352 с 1500 э.
- Прашастапада. Собрание характеристик категорий («Падартха-дхарма-санграха») с комментарием «Цветущее дерево метода» («Ньяя-кандали») Шридхары. / Пер. В. Г. Лысенко. (Серия «История восточной философии»). М., ВЛ. 2005. 640 с 800 э.
- Юлен М. Память и бессознательное в «Йога-сутрах» и в психоанализе. Перевод с французского В. Г. Лысенко. // История философии, вып. 7. Издательство Института философии РАН, 2000.
- Юлен М. Сравнительная философия: методы и перспективы. Перевод с французского В. Г. Лысенко. -Сравнительная философия. М.: «Восточная литература», 2000.
- Юлен М.О падении в горах.. Перевод В. Лысенко. // История философии. № 10. М., 2003. — С.164-177. ISBN 5-201-02134-4
- Юлен М. Идея переселения душ в XXI в., или Будущее одной иллюзии. Перевод с французского В. Г. Лысенко. — Сравнительная философия. Моральная философия в контексте многообразия культур. М.: «Восточная литература», 2004. С.199-216.ISBN 5-02-018404-7
- Юлен М. Душа вчера и сегодня. (пер. В. Г. Лысенко). // Историко-философский ежегодник. М.: Наука, 2004. C.108-128.
- Юлен М.Чувственные качества (qualia) — вызов материалистическим теориям сознания? / Вопросы философии 2005 г. N 3. С.81-91
- Юлен М.Статус Веды в двух мимансах. Перевод В. Лысенко. Сравнительная философия: знание и вера в контексте диалога культур /Институт философии РАН.- М.: Вост. лит., 2008.- С. 100—107. ISBN 978-5-02-036338-0